# دوبال‌میوه ستاره‌ای
دوبال‌میوه ستاره‌ای (نام علمی: Dipterocarpus stellatus) نام یک گونه از سرده دوبال‌میوه‌ها است.